# Mōri Hidemoto
Mōri Hidemoto est un nom japonais traditionnel ; le nom de famille (ou le nom d'école), Mōri, précède donc le prénom (ou le nom d'artiste).
Mōri Hidemoto (毛利 秀元, 25 novembre 1579-26 novembre 1650) est un important vassal du clan Toyotomi à la fin de l'époque Sengoku du Japon féodal.

## Biographie
Hidemoto est le fils ainé de Mōri Motokiyo et commence à servir sous les Toyotomi jusqu'au moment où il est en âge de devenir commandant militaire sous les ordres de son cousin Terumoto, chef du clan Mōri. En 1597, alors que Hidemoto est devenu une figure très appréciée au sein du clan Mōri, il est choisi spécifiquement par Toyotomi Hideyoshi pour conduire l'armée de droite de la deuxième invasion de la Corée où il est à la tête de 30 000 soldats. Hidemoto est en outre appuyé par six généraux affectés à son aile droite : Katō Kiyomasa, 10 000 hommes ; Kuroda Nagamasa, 5 000 hommes ; Nabeshima Naoshige, 12 000 hommes ; Ikeda Hideuji, 2 800 hommes ; Chōsokabe Motochika, 3 000 hommes et Nakagawa Hidenari qui commande 2 500 hommes. Ces préparations ainsi faites, Hidemoto et ses soutiens réciproques conduisent l'offensive initiale japonaise dans la province coréenne de Gyeongsang où ils se dirigent vers Jeonju après avoir attaqué Busan et s'être emparé de Sacheon  et Changpyong. À la suite de cette campagne, Hidemoto obtient beaucoup plus de pouvoir lorsqu'il est nommé gouverneur des provinces de  Suo et Nagato, fonction qu'il occupe jusqu'à la décisive bataille de Sekigahara de 1600.
Au début de cette campagne, Hidemoto est déterminé à soutenir les forces de Tokugawa Ieyasu — surnommées forces de l'Est — et comme son cousin Terumoto dispose de 128 000 soldats qu'il va employer à soutenir les forces occidentales de Mitsunari, Hidemoto, qui a l'intention d'aider les forces de l'Est de Ieyasu, rassemble rapidement ses troupes, se dote de 15 000 soldats et stationne toute son armée sur le mont Nangu où ses généraux sont répartis de manière égale le long des frontières orientales de cette montagne. Mais ces circonstances favorables se défont entièrement lorsque Kikkawa Hiroie, général de Hidemoto, refuse de bouger contre les forces de l'Est au début de la bataille. Comme Hiroie est le premier général de l'armée, Hidemoto est empêché de monter au front, n'ayant guère d'autre choix que de battre en retraite avec ressentiment sans offrir son soutien aux Tokugawa.
En conclusion de cet état de fait, les revenus du domaine de Hidemoto sont abaissés de 200 000 à 50 000 koku, diminution modérée par une attention bienveillante aux services de son cousin Terumoto, suscitant une humiliation justifiée chez Hidemoto. Celui-ci demeure néanmoins commandant principal aux ordres de Ieyasu tout au long de l'époque d'Edo pendant laquelle il participe au siège d'Osaka et plus tard à la répression de la rébellion de Shimabara avant de finalement mourir au cours de l'année 1650,.

## Source de la traduction
- (en) Cet article est partiellement ou en totalité issu de l’article de Wikipédia en anglais intitulé « Mōri Hidemoto » (voir la liste des auteurs).